# Henry A. du Pont

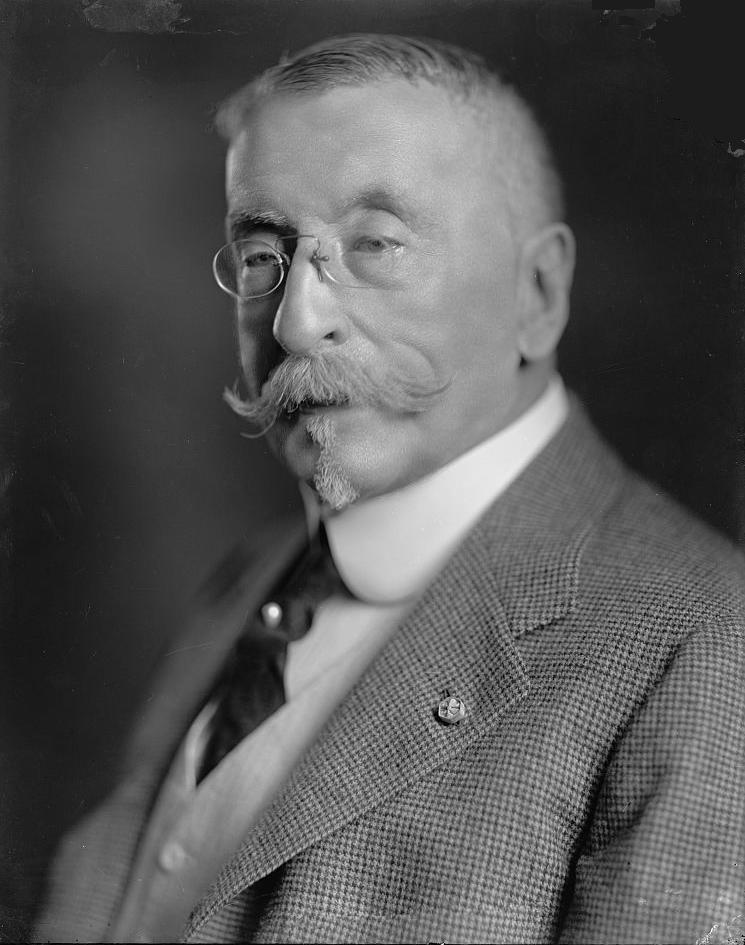
Henry A. du Pont

Henry Algernon du Pont, född 30 juli 1838 i Greenville nära Wilmington, Delaware, död 31 december 1926 i Greenville, Delaware, var en amerikansk republikansk politiker, militär och affärsman. Han representerade delstaten Delaware i USA:s senat 1906–1917.
Han var barnbarn till kemiindustrialisten E.I. du Pont de Nemours och började 1855 studera vid University of Pennsylvania. Han utexaminerades 1861 från United States Military Academy och deltog sedan i amerikanska inbördeskriget som officer i nordstatsarmén. Han tilldelades Medal of Honor för sina insatser i slaget vid Cedar Creek. Han befordrades till överstelöjtnant. Senare i livet var han känd som "Colonel Henry". Han tjänstgjorde i USA:s armé fram till år 1875. Efter den militära karriären tjänstgjorde du Pont som verkställande direktör för järnvägsbolaget Wilmington & Northern Railroad Company 1879–1899.
Politiken i Delaware hamnade i ett dödläge kring sekelskiftet 1900 då du Pont och en annan affärsman, J. Edward Addicks, var inblandade i en hård maktkamp i delstaten. Addicks, som kallades "Napoleon of Gas", misslyckades med sina försök att bli invald i USA:s senat. Mellan 1901 och 1903 hade Delaware ingen representation alls i senaten. L. Heisler Ball fick tjänstgöra som senator de sista två åren av en ursprungligen sexårig mandatperiod men hans mandat blev vakant på nytt år 1905. Delawares lagstiftande församling valde du Pont till senaten den 13 juni 1906. Han omvaldes 1911. Bråket i Delawares lagstiftande församling hade påskyndat valreformen som verkställdes efter att det sjuttonde tillägget till USA:s konstitution trädde år 1913 i kraft. Från och med 1914 års senatsval har ledamöter av USA:s senat varit folkvalda med undantag av situationer då en vakans har uppstått mitt i mandatperioden. Eftersom Delaware hade inget senatsval år 1914, kom det nya systemet att tillämpas i delstaten för första gången i samband med senatsvalet 1916. Demokraten Josiah O. Wolcott besegrade du Pont med 50% av rösterna mot 45% för du Pont.